# Episodi de La libreria del mistero
La serie televisiva La libreria del mistero non presenta una suddivisione per stagioni. Venne girato un episodio pilota nel 2003. Poi arrivarono altri dieci episodi, trasmessi in prima visione assoluta nel periodo che va dagli inizi del 2005 agli inizi del 2007, con appuntamenti discontinui nel tempo. Nel totale, la serie è composta da 11 episodi.
| nº | Titolo originale   | Titolo italiano          | Prima TV USA     | Prima TV Italia |
| -- | ------------------ | ------------------------ | ---------------- | --------------- |
| 1  | Pilot              | La stanza chiusa         | 31 agosto 2003   | 5 luglio 2005   |
| 2  | Mystery Weekend    | Il weekend del mistero   | 7 gennaio 2005   | 12 luglio 2005  |
| 3  | Snapshot           | Foto di compleanno       | 28 gennaio 2005  | 2 agosto 2005   |
| 4  | Sing Me a Murder   | Segreti e nostalgie      | 25 febbraio 2005 | 2 agosto 2005   |
| 5  | Vision of a Murder | Premonizioni             | 5 giugno 2005    | 26 luglio 2005  |
| 6  | Game Time          | Chi è stato?             | 21 agosto 2005   | 8 agosto 2006   |
| 7  | At First Sight     | A prima vista            | 21 gennaio 2006  | 15 agosto 2006  |
| 8  | Wild West Mystery  | Stelle di latta          | 18 marzo 2006    | 29 agosto 2006  |
| 9  | Oh Baby            | Libri, ricatti e biberon | 19 agosto 2006   | 15 agosto 2010  |
| 10 | Redemption         | Piccoli semplici indizi  | 6 novembre 2006  | 22 agosto 2006  |
| 11 | In the Shadows     | Le ombre                 | 13 gennaio 2007  | 22 agosto 2010  |

## La stanza chiusa
- Titolo originale: Pilot
- Diretto da: Walter Klenhard
- Scritto da: Michael Sloan

### Trama
Divorziata di recente dal proprietario della galleria d'arte Elliot McCallister, Samantha Kinsey eredita la libreria specializzata in gialli dello zio Bob. Jack Stenning è l'ex professore di letteratura di Samantha e sta lavorando a un nuovo libro di cronaca nera. La figlia adottiva Tracy dice a Samantha che teme che la ricerca del suo ultimo racconto da parte del padre possa rivelarsi pericolosa. A una festa a casa sua, Jack viene assassinato da un ospite, che inscena la morte per farla sembrare un suicidio. Il figlio di Jack, Tom, e il suo capo, il tenente Robert Hawke indagano, ma dichiarano che si tratta di suicidio. Sebbene sia l'erede diretta e affermi di aver amato Jack nonostante i continui tradimenti, la vedova Mary chiede a Samantha e alla sua amica Cassie di indagare come se si trattasse di omicidio. Poco dopo, Sam subisce un tentativo di furto, convincendola che c'è dell'altro dietro al mistero. Lei e il misterioso amico dello zio, Ian Philby, scoprono che il nuovo libro di Jack è collegato alla scomparsa dell'ereditiera Rebecca Carlson, avvenuta 10 anni prima, e che il suo omicidio potrebbe essere collegato all'omicidio di Carlson.
- Guest star: Robert Wagner (Jack Stenning)
- Altri interpreti: Troy Bishop (Tom), William R. Moses (Robert Hawke), Joan Severance (Mary)

## Il weekend del mistero
- Titolo originale: Mystery Weekend
- Diretto da: Mark Griffiths
- Scritto da: Michael Sloan e Joyce Burditt

### Trama
- Altri interpreti: Julianna McCarthy (Dorothy Vayer), Victor Browne (avvocato Scott Heller), Paul Satterfield (Grant Phalmer), Deborah Van Valkenburgh (Beth Temple), Beth Broderick (Claire Beckman), Beth Grant (Angela Cooke), Colleen Camp (Maura Hobbs)

## Foto di compleanno
- Titolo originale: Snapshot
- Diretto da: Georg Stanford Brown
- Scritto da: Michael Sloan e Joyce Burditt

### Trama
- Altri interpreti: Patty McCormack (Barbara), Brad Greenquist (Robert Benson), Robyn Lively (Madeline), Kari Wührer (Fawn), Joe Michael Burke (Tobias), Yvonne Delarosa (Emily), Charles Janasz (Charlie), Seamus Dever (Billy), Herschel Sparber, Julie Araskog, Bobbie Stamm, Stephen Bridgewater (Madison), Matt Wahl (guardia), Rutanya Alda (Martha), Sean Moran (Kellner)

## Segreti e nostalgie
- Titolo originale: Sing Me a Murder
- Diretto da: Stephen W. Bridgewater
- Scritto da: Joyce Burditt

### Trama
- Altri interpreti: David Naughton, John Getz, Ellen Greene, Tina Lifford, Brad Rowe, James Intveld.

## Premonizioni
- Titolo originale: Vision of a Murder
- Diretto da: Kellie Martin
- Scritto da: Joyce Burditt

### Trama
- Altri interpreti: Georg Stanford Brown, Charles Shaughnessy, Felicia Day, Lisa Dean Ryan, Allison Smith, Bess Meyer, Bellamy Young, Christopher Cousins, Scott Grimes, Ylfa Edelstein, Tess Drake.

## Chi è stato?
- Titolo originale: Game Time
- Diretto da: David S. Cass
- Scritto da: Mark Saraceni

### Trama
- Altri interpreti: William Katt (Fiske), Jamie Elman, Eddie Mills, Sheree Wilson, A.J. Trauth, Ada Maris.

## A prima vista
- Titolo originale: At First Sight
- Diretto da: Kellie Martin
- Scritto da: Mark Saraceni

### Trama
- Altri interpreti: Eyal Podell, Kathryn Harrold, Christine Lakin, John Aprea, Michael Cole, Charlie Schlatter, Scott Michael Campbell, Sean Moran, Mark Lacy.

## Libri, ricatti e biberon
- Titolo originale: Oh Baby
- Diretto da: David S. Cass
- Scritto da: Joyce Burditt e Mark Saraceni

### Trama
- Altri interpreti: Vicki Davis (Suzi), Richard Lee Jackson (Johnny), Christopher Curry (Jackson Chandler), Travis Schuldt (Evan Chandler), David Chokachi (Dave), Ray Proscia (Ben), Alex Paez (Ortiz), Pamela Dunlap (Mrs. Marris), Sean Whalen (Jake Cowlings), Tom Bresnahan (Stan Ferrone), Ron Michaelson (Motel Manager), Patricia Gebhard (Mrs. Jones), Tom Hallick (Doctor Reynolds), David S. Cass Sr. (Limbo Man), Kyle Barker (Baby Josh), Julian Barker (Baby Josh), Adrian Barker (Baby Josh), Lance Patrick.

## Piccoli semplici indizi
- Titolo originale: Redemption
- Diretto da: David S. Cass
- Scritto da: Joyce Burditt

### Trama
- Altri interpreti: John Ratzenberger, Raymond J. Barry, Tina Lifford, Candy Clark, Ed O'Ross, David Lascher, David Spielberg.

## Le ombre
- Titolo originale: In the Shadows
- Diretto da: David S. Cass
- Scritto da: Eric E. Enroth e Patricia Tait

### Trama
- Altri interpreti: Malachi Throne (Alexsandr), Michael Ensign (Yuri Slipchenko), Arye Gross (Jonathan Stansfield), Brandon Keener (Wes Bosworth), Diane Robin (Mary Hofstedter), Nina Mann (Lydia Cranston), Alejandro Furth (Mike), Shane Callahan (Rookie Cop), Andre Ware, Michele Spears (medico), Baadja-Lyne Odums (infermiera), Chris Farah (infermiera), Norm Lewis (medico), Don Swayze (Bishop), Eugene Lee (Ned Campbell), Boo Arnold, Joe Souza, Tricia Gilfone, Yvette Brooks, Keith P. Scott.